# Jena Malone
Jena Laine Malone (Sparks, 21 de novembro de 1984) é uma atriz e cantora estadunidense. Conhecida por seus papéis em filmes independentes e grandes sucessos de bilheteria , ela recebeu inúmeros prêmios , incluindo indicações ao Globo de Ouro e dois prêmios Screen Actors Guild. Já atuou em filmes como Contact, Stepmom,  Into the Wild , Sucker Punch , The Hunger Games: Catching Fire , The Hunger Games: Mockingjay e The Hunger Games: Mockingjay - Part 2.
Nascida em Sparks, Nevada , Malone passou sua infância lá e em Las Vegas, enquanto sua mãe atuava em produções teatrais locais. Inspirada para se tornar uma atriz, Malone convenceu sua mãe a se mudar para Los Angeles.  Depois de fazer testes para vários projetos, Malone foi escalado por Anjelica Huston em seu filme para televisão Bastard Out of Carolina (1996), pelo qual foi aclamada. Posteriormente, ela obteve papéis nas principais produções de estúdio Contact (1997), Hope (1997) e Stepmom (1998).
Malone iniciou os anos 2000 com o thriller psicológico independente Donnie Darko (2001), que se tornou um filme cult . Ela seguiu com papéis no drama Life as a House e na minissérie Hitler: The Rise of Evil (ambos em 2003), e estrelou a comédia de humor Saved! (2004). Ela foi posteriormente escalada como Lydia Bennet na adaptação de Joe Wright de Orgulho e Preconceito de Jane Austen (2005).  Ela também teve papéis coadjuvantes nos dramas The Ballad of Jack and Rose (2005), Into the Wild (2007) e no filme de terror The Ruins (2008). Malone fez sua incursão em filmes de ação com Sucker Punch (2011) de Zack Snyder e posteriormente foi escalada como Johanna Mason em The Hunger Games: Catching Fire (2013), um papel que ela reprisou em duas sequências entre 2014 e 2015; A franquia Jogos Vorazes está entre seus papéis de maior bilheteria. Ela foi então escalada para papéis coadjuvantes no filme de terror psicológico de Nicolas Winding Refn, The Neon Demon , e no thriller de Tom Ford , Nocturnal Animals (ambos de 2016).

## Biografia
Malone nasceu em Nevada, e já morou em 27 locais diferentes, incluindo Lake Tahoe, onde viveu até os dez anos de idade. Malone foi criada por sua mãe, Deborah, e a namorada dela, a quem Jena chama de "Godmom". Jena tem uma meia-irmã, chamada Madison Mae, que nasceu em agosto de 1997. Ela começou a sentir interesse pela atuação, depois de assistir a sua mãe, na época que estava envolvida na comunidade teatral. Elas se mudaram para Las Vegas, lugar que Jena odiou, e depois para Los Angeles. Ela completou o ensino médio cedo, através do General Educational Development (GED) - uma espécie de supletivo. Estudou brevemente no Professional Children's School, em Manhattan. E fez fotografia em uma faculdade comunitária, no norte da Califórnia no início do outono de 2002. Foi originalmente escalada para interpretar a personagem “Emily” em Havoc de 2005, mas foi substituída por Bijou Phillips. Aos doze anos de idade, Jena foi a pessoa mais jovem a ser indicada para o prêmio Screen Actors Guild Award por sua performance em Marcas do Silêncio. Mas em 2001, sua marca foi quebrada pela atriz Dakota Fanning, que aos sete anos foi indicada ao prêmio pelo filme Uma Lição de Amor. Interpretou a filha de Susan Sarandon em Lado a Lado e, em seguida, estrelou ao lado da filha de Susan na vida real, Eva Amurri, em Galera do Mal. Aos quinze anos de idade, Jena moveu uma ação jurídica contra a sua mãe, Debbie, pedindo emancipação, alegando má gestão do seu patrimônio e falta de pagamento de impostos. Sua mãe agora está impedida de interferir em sua carreira e no seu dinheiro. Ela toca acordeão e guitarra.
Malone está em um relacionamento com o fotográfo Ethan DeLorenzo. Em maio de 2016, Jena deu à luz o primogênito do casal, Ode Mountain DeLorenzo Malone.

### Carreira
Jena começou a atuar ainda menina, sua carreira tem sido comparada com a de Jodie Foster, que também começou muito nova e é uma das atrizes mais aclamadas do cinema. Jena contracenou com Jodie em dois filmes.
Sua estreia como atriz aconteceu no filme Marcas do Silêncio de 1996, papel pelo qual ela ganhou o prêmio Young Artist Award e foi indicada a prêmios como o Independent Spirit Award na categoria Melhor Performance Estreante e o Screen Actors Guild Award na categoria Performance Marcante em Minissérie ou Filme de TV. Este filme trata de questões como abuso infantil, violência e sexo. Mostrando autoconfiança e uma visão clara das metas pessoais a alcançar, Jena, aos catorze anos de idade, foi incentivada a participar do filme Força Aérea Um de 1997, um filme que estava praticamente garantido a ser um sucesso trazendo no elenco Harrison Ford. Mas Jena preferiu procurar outros projetos que a interessavam. De lá para cá, seus papéis tem crescido em Hollywood e nos anos seguintes, Malone também fez vários filmes para a TV para o qual ela ganhou ou foi indicada a muitos prêmios.
Em 1997, Jena apareceu no blockbuster Contato, onde interpretou a versão mais nova de Jodie Foster. Foster elogiou sua atuação no filme. Ainda em 1997, ela foi indicada ao Globo de Ouro, como Melhor Atriz em uma Minissérie ou Filme TV, por seu papel em Hope - Cidade em Conflito. Em 1998, Jena foi lançada no filme Lado a Lado, onde co-estrelou com Julia Roberts, Susan Sarandon e Ed Harris, Jena ganhou dois prêmios por sua atuação nesse filme. Além disso, Malone apareceu em dois episódios da aclamada série de TV Homicide: Life on the Street. Contrariamente ao que normalmente poderia ser esperado de uma atriz adolescente, nestes episódios, Jena desempenhou um papel complexo como a autora de um crime, que ela retratou com sutileza.
Aos quinze anos de idade, Jena foi emancipada legalmente e, portanto, tomou o controle direto das suas finanças e sua carreira. Malone começou a receber mais atenção e elogios em seu próximo conjunto de filmes: o cultuado Donnie Darko de 2001 com Jake Gyllenhaal; Life as a House também de 2001 com Kevin Kline e Hayden Christensen; o vencedor do Independent Spirit Awards, Meninos de Deus de 2002, com Emile Hirsch, Kieran Culkin e Jodie Foster, e Galera do Mal de 2004 com Mandy Moore, Macaulay Culkin, entre outros. Nesse filme Jena faz o papel principal. Em 2005, Jena atuou no filme Orgulho & Preconceito, com Keira Knightley e Matthew Macfadyen no papel de "Lydia Bennet". Jena tem manifestado interesse em dirigir um filme algum dia. Em 2002, ela co-produziu o filme Confissões de uma Garota Americana, um drama em que também atuou. No início de 2006, Jena fez sua estréia na Broadway na peça Doubt.
Em 2007, foi anunciado que ela estava lançando seu primeiro single na The Social Registry, uma gravadora de música experimental sitiada em Nova York. Ainda em 2007, ela participou do aclamado Na Natureza Selvagem, dirigido por Sean Penn e estrelado por Emile Hirsch, Kristen Stewart, William Hurt, Marcia Gay Harden e Vince Vaughn. Também atuou em As Ruínas que foi lançado em abril de 2008 e co-estrelou com Shawn Ashmore, Laura Ramsey e Jonathan Tucker. Em 2009, ela viveu "Lavinia" na peça Mourning Becomes Electra, uma releitura da obra escrita por Eugene O'Neill em 1931.
Recentemente, a atriz foi escalada para interpretar Johanna Mason no filme "Em Chamas" [].
Jena Malone já veio ao brasil em 2014, fez uma apresentação ao lado de seu pianista Lem Jay, após a apresentação Jena Malone tirou foto com os fãs.
No ano de 2017 Jena fez um participação na música Static Space Lover de Foster The People.

## Filmografia

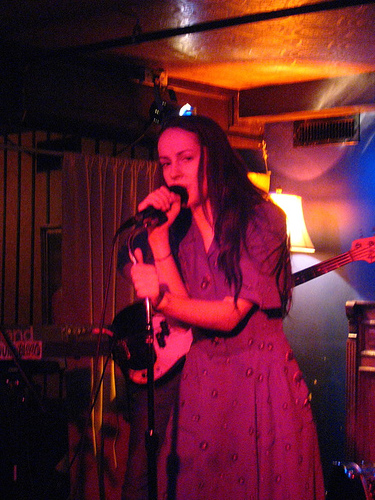
Jena Malone no Union Hall

### Cinema
| Ano  | Título                                | Papel                             |
| ---- | ------------------------------------- | --------------------------------- |
| TBA  | Rebel Moon                            | TBA                               |
| 2020 | Stardust                              | Angie Bowie                       |
| 2018 | The Public                            | Myra                              |
| 2016 | The Neon Demon                        | Ruby                              |
| 2016 | Batman v Superman: Dawn of Justice    | Jenet Klyburn                     |
| 2015 | Time Out of Mind                      | Maggie                            |
| 2015 | The Hunger Games: Mockingjay – Part 2 | Johanna Mason                     |
| 2014 | The Hunger Games: Mockingjay – Part 1 | Johanna Mason                     |
| 2013 | The Hunger Games: Catching Fire       | Johanna Mason                     |
| 2012 | In Our Nature                         | Andie                             |
| 2011 | Sucker Punch                          | Rocket                            |
| 2009 | Five Star Day                         | Sarah Reynolds                    |
| 2009 | The Messenger                         | Kelly                             |
| 2008 | As Ruínas                             | Amy                               |
| 2007 | Na Natureza Selvagem                  | Carine McCandless                 |
| 2007 | The Go-Getter                         | Joely                             |
| 2007 | Um Simples Plano                      | Frankie                           |
| 2006 | Lying                                 | Grace                             |
| 2006 | Container                             | The Woman/Speaker (voz)           |
| 2005 | Orgulho & Preconceito                 | Lydia Bennet                      |
| 2005 | O Mundo de Jack e Rose                | Red Berry                         |
| 2004 | Corn                                  | Emily Rasmussen                   |
| 2004 | Hauru no Ugoku Shiro                  | Lettie (voz / versão em inglês)   |
| 2004 | Galera do Mal                         | Mary                              |
| 2003 | Cold Mountain                         | Ferry Girl                        |
| 2003 | Hitler: The Rise of Evil              | Geli Raubal                       |
| 2003 | O Mundo de Leland                     | Becky Pollard                     |
| 2002 | Confissões de uma Garota Americana    | Rena Grubb                        |
| 2002 | The Badge                             | Ashley Hardwick                   |
| 2002 | Meninos de Deus                       | Margie Flynn                      |
| 2001 | Tempo de Recomeçar                    | Alyssa Beck                       |
| 2001 | The Ballad of Lucy Whipple            | California Morning “Lucy” Whipple |
| 2001 | Donnie Darko                          | Gretchen Ross                     |
| 2000 | Trapaceiros                           | Jolie Fitch                       |
| 1999 | Por Amor                              | Heather Aubrey                    |
| 1999 | The Book of Stars                     | Mary McGuire                      |
| 1998 | Lado a Lado                           | Anna Harrison                     |
| 1997 | Ellen Foster                          | Ellen Foster                      |
| 1997 | Hope - Cidade em Conflito             | Lilly Kate Burns                  |
| 1997 | Contato                               | Ellie (jovem)                     |
| 1996 | Hidden in America                     | Willa                             |
| 1996 | Marcas do Silêncio                    | Ruth Anne "Bone" Boatwright       |

### Televisão
| Ano  | Título                          | Papel                    | Notas       |
| ---- | ------------------------------- | ------------------------ | ----------- |
| 2012 | Hatfields & McCoys (minissérie) | Nancy McCoy              | 3 episódios |
| 2008 | Law & Order                     | Michelle Landon          | 1 episódio  |
| 1999 | Touched by an Angel             | Casey                    | 1 episódio  |
| 1998 | Homicide: Life on the Street    | Debbie Straub            | 2 episódios |
| 1996 | Chicago Hope                    | Stacy Morissey           | 1 episódio  |
| 1991 | Roseanne                        | Garotinha em Santa's Lap | 1 episódio  |

## Prêmios e Indicações
| Ano  | Resultado | Premiação                        | Indicação                    | Filme                     |
| ---- | --------- | -------------------------------- | ---------------------------- | ------------------------- |
| 2008 | Indicada  | Screen Actors Guild              | Performance Marcante         | Na Natureza Selvagem      |
| 2005 | Indicada  | Golden Satellite Awards          | Melhor Atriz                 | Galera do Mal             |
| 2004 | Indicada  | Imagery Honors                   |                              |                           |
| 2001 | Venceu    | Video Premiere Awards            | Melhor Atriz Coadjuvante     | The Book of Stars         |
| 2000 | Indicada  | Blockbuster Entertainment Awards | Atriz Coadjuvante Favorita   | Por Amor                  |
| 2000 | Indicada  | Young Artist Awards              | Melhor Performance           | Por Amor                  |
| 2000 | Indicada  | YoungStar Awards                 | Melhor Atriz Jovem           | Por Amor                  |
| 1999 | Indicada  | Blockbuster Entertainment Awards | Atriz Coadjuvante Favorita   | Lado a Lado               |
| 1999 | Venceu    | Young Artist Awards              | Melhor Performance           | Lado a Lado               |
| 1999 | Venceu    | YoungStar Awards                 | Melhor Performance           | Lado a Lado               |
| 1998 | Venceu    | Saturn Awards                    | Melhor Performance           | Contato                   |
| 1998 | Indicada  | Golden Globe AwardsGlobo de Ouro | Melhor Performance           | Hope - Cidade em Conflito |
| 1998 | Venceu    | Young Artist Awards              | Melhor Performance           | Ellen Foster              |
| 1998 | Indicada  | YoungStar Awards                 | Melhor Performance           | Hope - Cidade em Conflito |
| 1997 | Indicada  | CableACE                         | Melhor Atriz                 | Marcas do Silêncio        |
| 1997 | Indicada  | Independent Spirit Awards        | Melhor Performance Estreante | Marcas do Silêncio        |
| 1997 | Indicada  | Golden Satellite Awards          | Melhor Performance           | Hidden in America         |
| 1997 | Indicada  | Screen Actors Guild              | Performance Marcante         | Marcas do Silêncio        |
| 1997 | Venceu    | Young Artist Awards              | Melhor Performance           | Marcas do Silêncio        |
| 1997 | Indicada  | YoungStar Awards                 | Melhor Performance           | Marcas do Silêncio        |